# Slavica Pavlič
Slavica Pavlič, slovenska zgodovinarka, * 22. september 1929, Zemun, Srbija, † 17. junij 2020.
Pavličeva je leta 1956 diplomirala iz zgodovine na ljubljanski Filozofski fakulteti. Do 1961 je bila profesorica na gimnaziji v Idriji, nato je delala kot kustosinja dokumentacije v Slovenskem šolskem muzeju v Ljubljani ter bila od leta 1974 do 1993 njegova ravnateljica.
Pavličeva je proučevala zgodovino šolstva na Slovenskem, razvoj šolstva na slovenskem etičnem ozemlju in še posebej šolstvo v času NOB. Napisala je okoli 260 razprav in člankov, kakor tudi samostojnih publikacij, med drugimi Razvoj šolstva v Beli Krajini do leta 1869 (1981), Partizansko šolstvo na Slovenskem (1981), Predšolske ustanove na Slovenskem 1834-1945 (1991) ter Sto znamenitih osebnosti v šolstvu na Slovenskem (2001).

## Nagrade in priznanja
- Valvasorjeva nagrada za življenjsko delo za leto 1985